# Thysanometra tenuicirra
Thysanometra tenuicirra is een haarster uit de familie Antedonidae.
De wetenschappelijke naam van de soort werd in 1888 gepubliceerd door Philip Herbert Carpenter.